# Lubrza (gromada w powiecie świebodzińskim)
Lubrza – dawna gromada, czyli najmniejsza jednostka podziału terytorialnego Polskiej Rzeczypospolitej Ludowej w latach 1954–1972.
Gromady, z gromadzkimi radami narodowymi (GRN) jako organami władzy najniższego stopnia na wsi, funkcjonowały od reformy reorganizującej administrację wiejską przeprowadzonej jesienią 1954 do momentu ich zniesienia z dniem 1 stycznia 1973, tym samym wypierając organizację gminną w latach 1954–1972.
Gromadę Lubrza z siedzibą GRN w Lubrzy utworzono – jako jedną z 8759 gromad na obszarze Polski – w powiecie świebodzińskim w woj. zielonogórskim na mocy uchwały nr V/25/54 WRN w Zielonej Górze z dnia 5 października 1954. W skład jednostki weszły obszary dotychczasowych gromad Lubrza, Nowa Wioska, Staropole, Boryszyn i Zagaje ze zniesionej gminy Lubrza w tymże powiecie. Dla gromady ustalono 15 członków gromadzkiej rady narodowej.
1 stycznia 1958 do gromady Lubrza włączono wieś Buczyna ze zniesionej gromady Sieniawa w tymże powiecie.
1 stycznia 1959 do gromady Lubrza włączono wieś Bucze ze zniesionej gromady Mostki w tymże powiecie.
Gromada przetrwała do końca 1972 roku, czyli do kolejnej reformy gminnej. 1 stycznia 1973 w powiecie świebodzińskim reaktywowano gminę Lubrza.